# Híosz prefektúra
Híosz (régiesen Khiosz, görög betűkkel Χίος) sziget az Égei-tengerben, Görögország Észak-Égei-szigetek régiójában, nem messze a török partoktól. Népessége 2005-ben 58 300 fő volt. Legnagyobb városa Híosz.

## Nevezetességei
Híosz legnagyobb nevezetessége, hogy egyedül itt nedvezik a híoszi pisztáciafa (Pistacia lentiscus), melynek gyantájával ízesítik a görög masztikát, illetve ebből készül Törökországban a dondurma nevű rágós fagylalt.
A 11. századból származó „Nea Moni” monostor szerepel az UNESCO világörökségi listáján,  Daphni és Hosziosz Loukasz monostoraival együtt.

## Képek

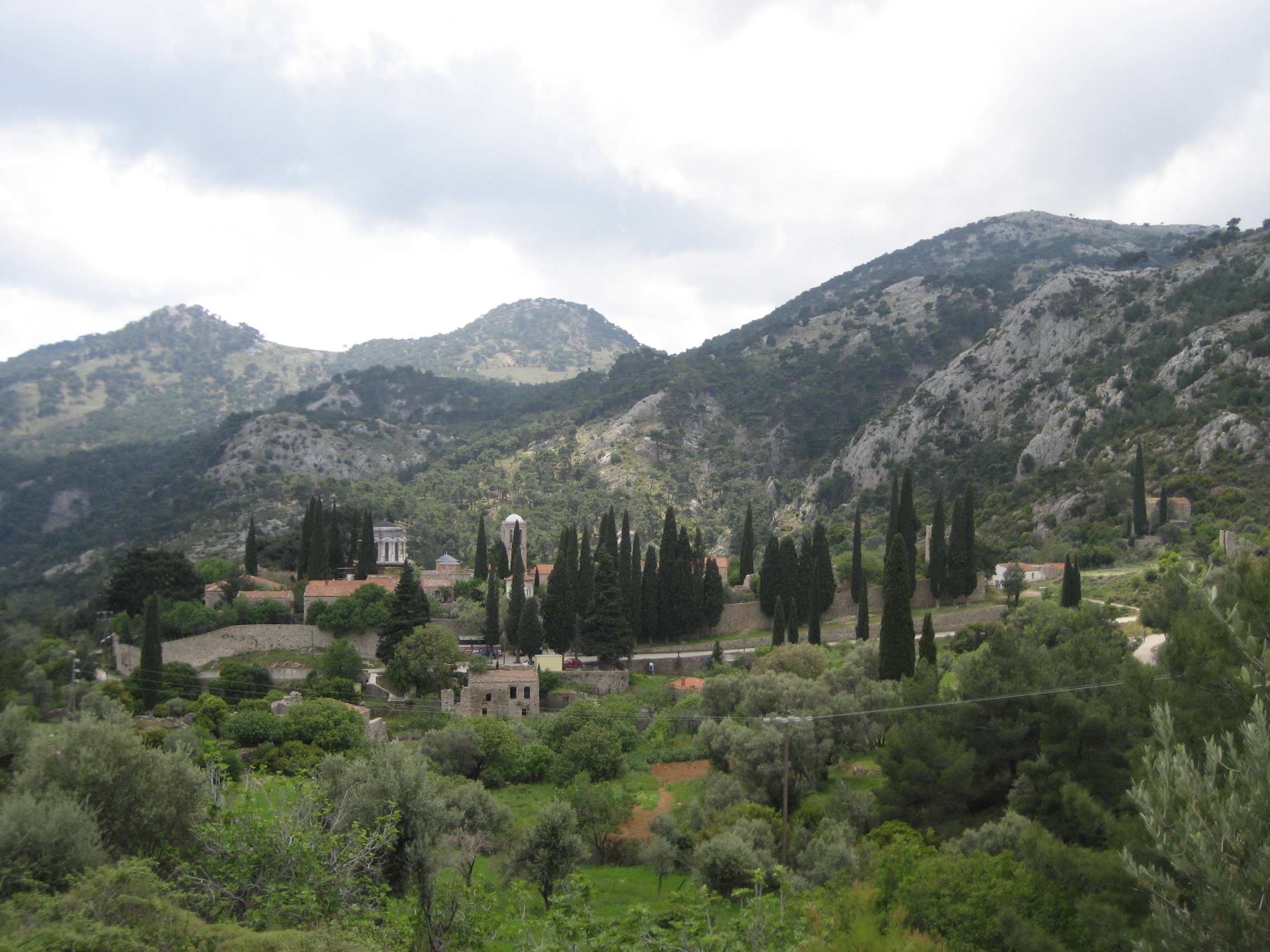
Nea Moni
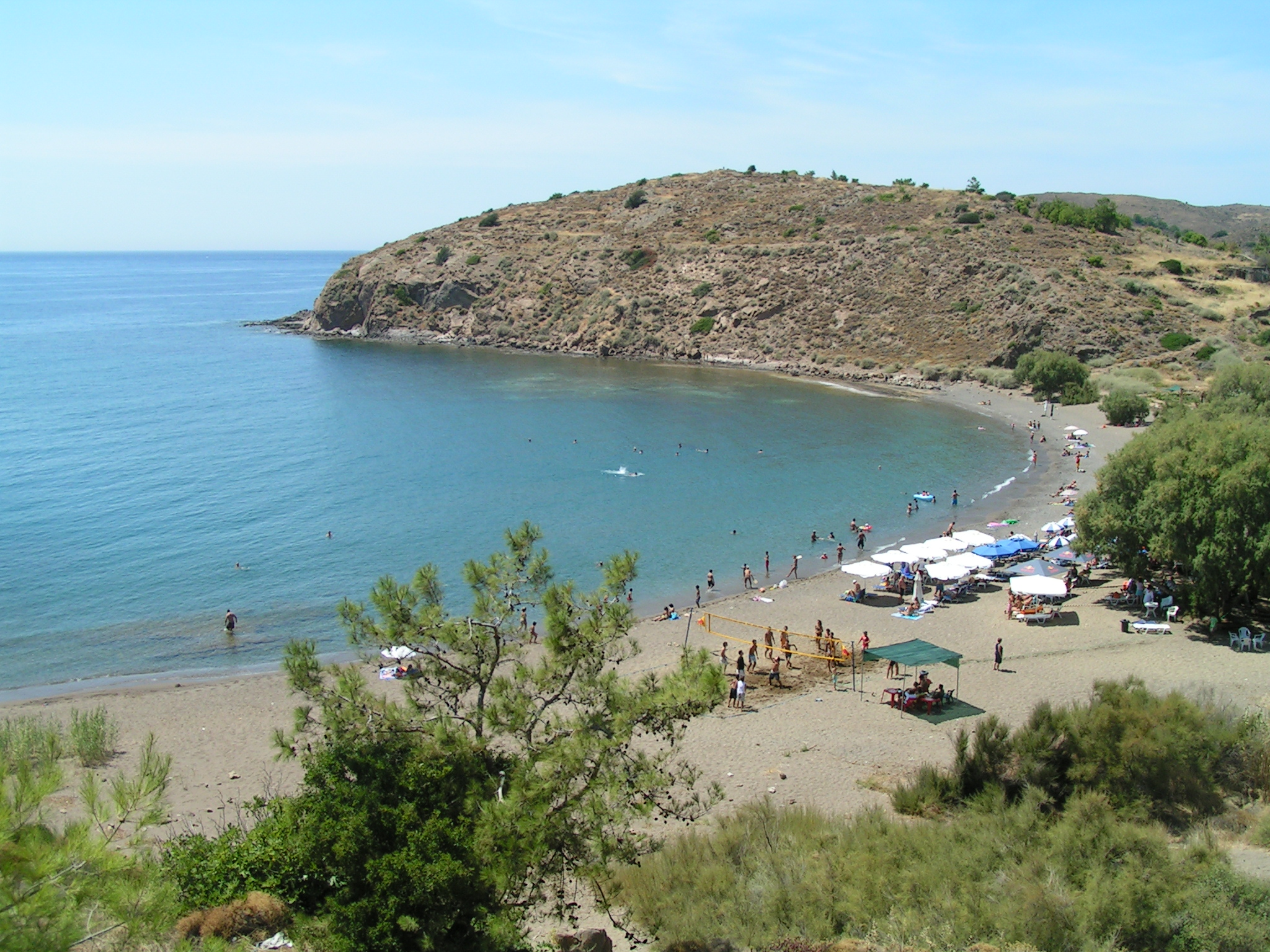
Strand
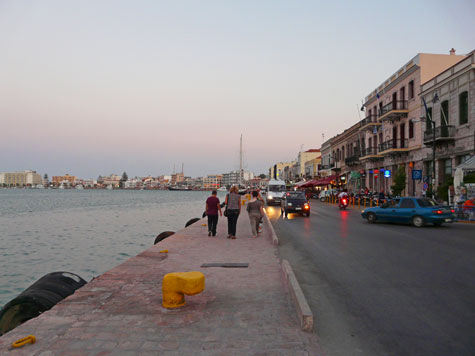
Híosz város
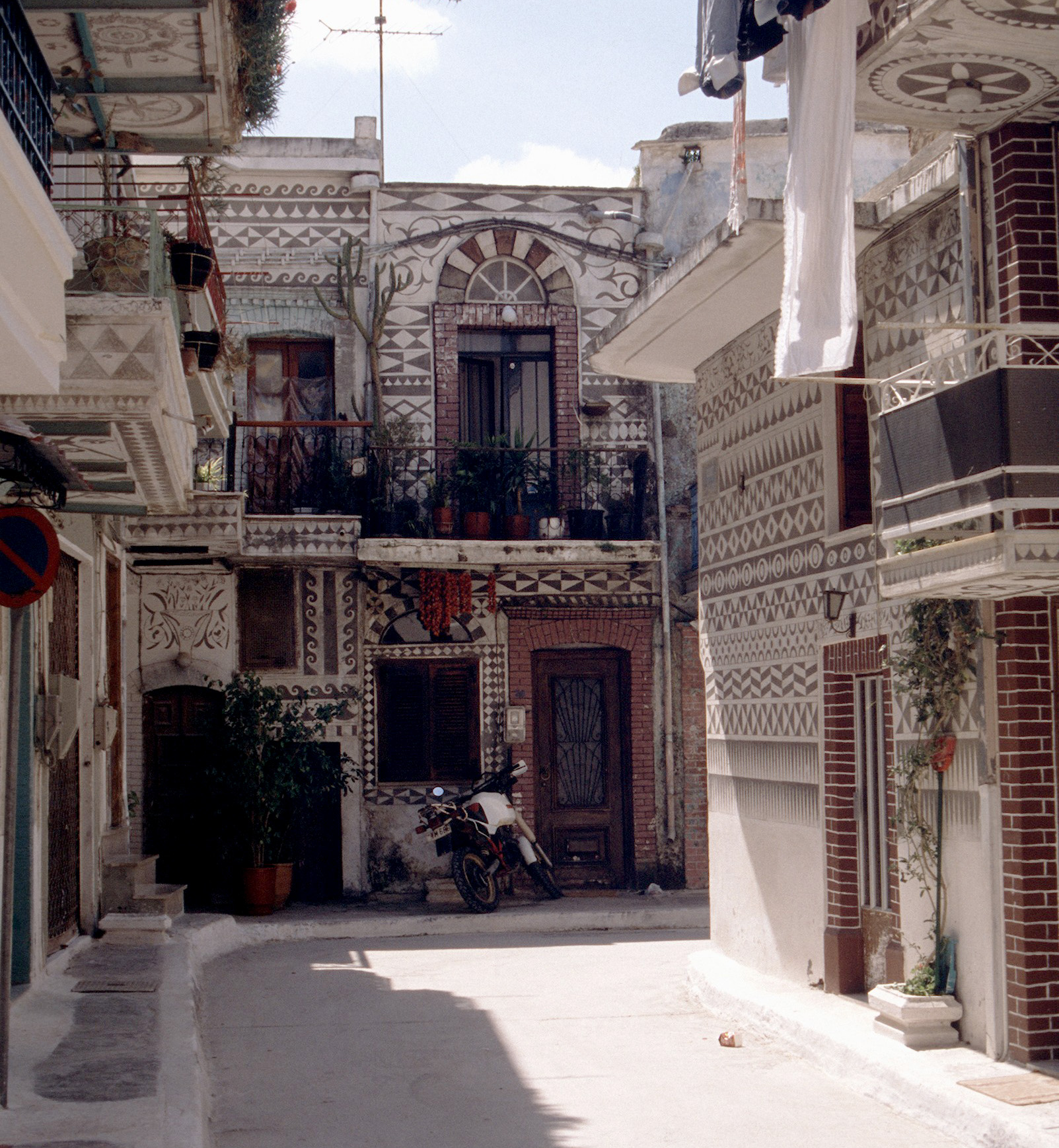
Pirgi falu
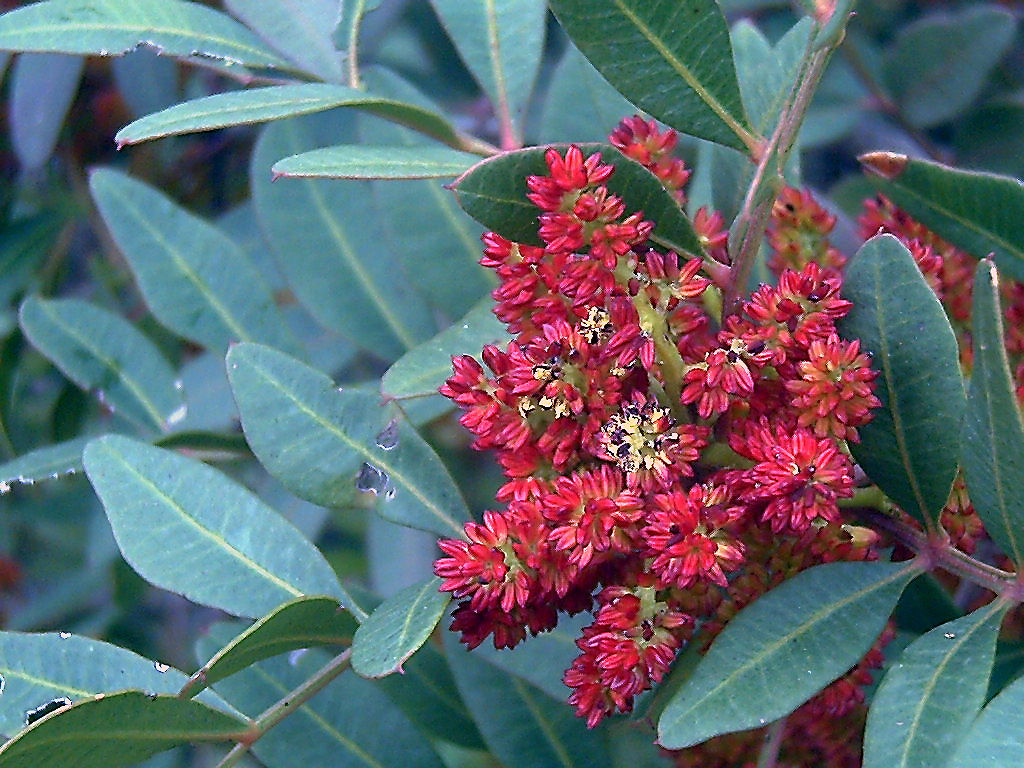
Híoszi pisztáciafa
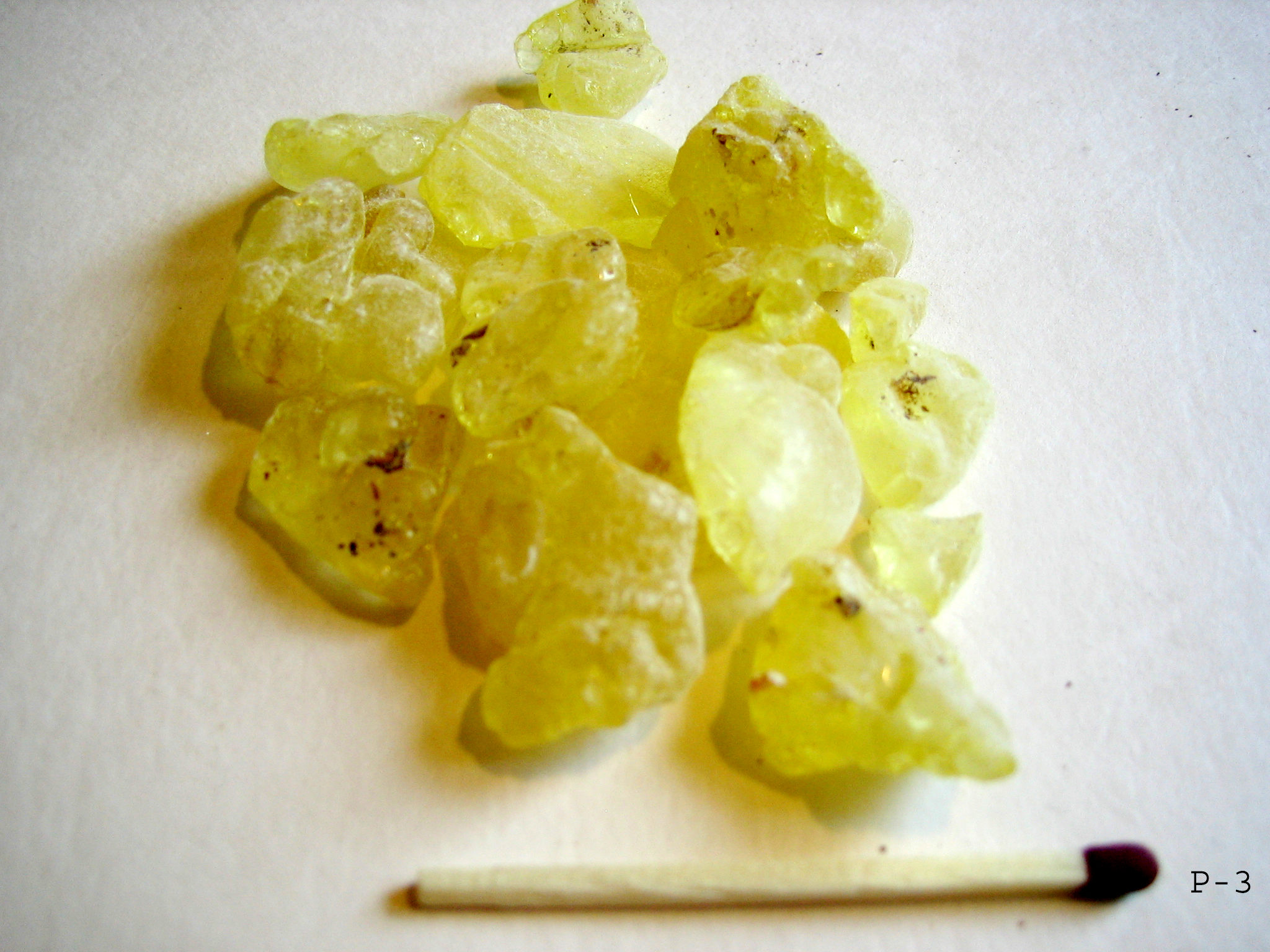
A pisztácia gyantája

## Híres emberek
- I. e. 599 körül Glaukosz, a khioszi ötvös feltalálta a vas hegesztésének technológiáját.
- Jánisz Fundúlisz világbajnoki bronzérmes vízilabdázó

## Külső hivatkozások
- A sziget honlapja
- Híosz az Unesco  világörökségi listáján
- Chios info